# آرمن مولر-شتال
آرمن مولر-شتال  (بالألمانية: Armin Müller-Stahl) مواليد 17 ديسمبر 1930، هو ممثل ألماني سينمائي متقاعد ، رسام ومؤلف، ظهر أيضًا في العديد من الأفلام باللغة الإنجليزية منذ الثمانينيات. تم ترشيحه لجائزة الأوسكار لأفضل ممثل مساعد عن دوره في. وفي عام 2011، حاصل على جائزة معهد الفيلم الأسترالي عام 1996 كأفضل ممثل في دور مساند عن فيلم تألق (Shine).

## حياته
ولد مولر شتال في تيلسيت، بروسيا الشرقية (الآن سوفيتسك، كالينينغراد أوبلاست، روسيا). كانت والدته، إيديتا، من عائلة من الطبقة العليا وأصبحت أستاذة جامعية في لايبزيغ. كان والده، ألفريد مولر صرافًا في البنك وقام بتغيير لقب العائلة إلى «مولر شتال». انتقل باقي أفراد العائلة إلى برلين بينما كان والده يحارب على الجبهة الشرقية في الحرب العالمية الثانية. كان مولر شتال عازف كمان عندما كان مراهقًا والتحق بمدرسة التمثيل في برلين الشرقية عام 1952.

## أعماله
كان مولر شتال ممثلًا سينمائيًا ومسرحيًا في ألمانيا الشرقية، حيث أدى في أفلام مثل ثالثهاder dritte و جاكوب الكذاب. لعب الشخصية الرئيسية في المسلسل الشهير "Das unsichtbare Visier" من عام 1973 إلى عام 1979، وهو برنامج تجسس مثير تم تصميمه بالتعاون مع جهاز الشتازي، باعتباره نظير لأفلام جيمس بوند. بعد احتجاجه ضد نزع الجنسية الالمانية الشرقية من فولف بيرمان في عام 1976، تم إدراجه على القائمة السوداء من قبل الحكومة الشرقية. هاجر عام 1980 إلى ألمانيا الغربية، حيث أكمل مشواره السينمائي هُناك.
من أفلامه:
- عاري بين الذئاب
- ليلة على الأرض
- تألق
- صانع السلام
- اللعبة
- الطابق الثالث عشر
- الدولي
- ملائكة وشياطين
- فارس الكؤوس

## مواقع خارجية
- آرمن مولر-شتال على موقع IMDb (الإنجليزية)
- آرمن مولر-شتال على موقع روتن توميتوز (الإنجليزية)
- آرمن مولر-شتال على موقع مونزينجر (الألمانية)
- آرمن مولر-شتال على موقع قاعدة بيانات الأفلام العربية
- آرمن مولر-شتال على موقع ألو سيني (الفرنسية)
- آرمن مولر-شتال على موقع ميوزك برينز (الإنجليزية)
- آرمن مولر-شتال على موقع تيرنر كلاسيك موفيز (الإنجليزية)
- آرمن مولر-شتال على موقع أول موفي (الإنجليزية)
- آرمن مولر-شتال على موقع قاعدة بيانات الأفلام السويدية (السويدية)
- آرمن مولر-شتال على موقع إن إن دي بي (الإنجليزية)